# Maurice Brunetaud

a Compétitions nationales et continentales officielles uniquement.

b Matchs officiels uniquement.
Maurice Brunetaud, né le 12 octobre 1912 à Vanves (Seine) et mort le 14 octobre 1998 à Tonneins (Lot-et-Garonne), est un joueur de rugby à XV et de rugby à XIII, international français pour cette seconde variante du rugby, évoluant au poste de troisième ligne ou de pilier dans les années 1930 et 1940.
Maurice Brunetaud pratique le rugby à XV dans sa jeunesse sur Tonneins, intégrant le club de la ville. Exerçant comme maçon dans la vie civile, il est séduit par l'arrivée du nouveau code de rugby, le rugby à XIII, et prend part à la création d'un club agenais, Agen XIII, en 1935. Le club ne perdure pas mais les voisins du S.A. Villeneuve le récupère à partir de la saison 1936. Il s'y révèle être l'un des meilleurs « troisième ligne » du Championnat de France et remporte avec son club la  Coupe de France en 1937  et prend part aux deux finales perdues du Championnat de France en 1938 et 1939, y côtoyant Marius Guiral, Pierre Brinsolles et Henri Durand. Parallèlement, il devient incontournable en équipe de France et remporte la Coupe d'Europe des nations lors de l'édition 1939 avec Max Rousié, Jean Dauger et Joseph Desclaux.
La Seconde Guerre mondiale éclate alors et le rugby à XIII est rapidement interdit, il se voit contraint de revenir au rugby à XV et joue avec succès avec le S.U. Agen avec lequel il remporte la Coupe de France en 1943 et dispute la finale du Championnat de France en 1943 avec M. Guiral, Marcel Laurent, Jean Matheu-Cambas et Guy Basquet.
A la Libération, le rugby à XIII, contraint alors de se nommer « jeu à XIII », reprend ses droits et M. Brunetaud renoue avec ce code de rugby. Il joue successivement pour l'U.S. Villeneuve, le Toulouse olympique XIII, l'Entente Bordeaux-Bayonne et Bordeaux XIII, disputant notamment avec Jean Audoubert, Jean Dubalen, Marcel Dax et Vincent Cantoni la finale du Championnat de France en 1946 avec Toulouse, perdue contre l'A.S. Carcassonne. Il est également l'un des rares internationaux à avoir des capes en sélection française avant et après-guerre avec Henri Gibert, Pierre Etchart et Henri Durand, sélection dont il en prend le capitanat.

## Biographie

### Enfance
Maurice André Brunetaud naît le 12 octobre 1912 à Vanves. Son père, Louis Eugène Brunetaud, est maçon, et sa mère, Anne Brugère, sans profession. Il se marie le 2 août 1949 à Jeanne Marie Aman (1923-2015), en la mairie de Tonneins et ont une enfant : Monique.

### Suite
Ce joueur possède une particularité anatomique : « une jambe plus courte que l'autre » qui le rend difficile à plaquer.
Ce joueur est considéré par la plupart des spécialistes « comme un troisième ligne, au teint de feu [surnommé "Rouxpoil"], le meilleur que la France ait produit ».
On considère que sa meilleure période se situa avant guerre, alors qu'il défendait les couleurs de Villeneuve-sur-Lot, son style étant « beaucoup de souplesse et de détente, une impeccable vision du jeu et une activité intense ». Il participa brillamment à la victoire historique du XIII de France sur l'Angleterre à St Helens en 1939 (1° victoire d'une équipe française de sport collectif sur l'Angleterre chez elle: 12 à 9).
Obligé de jouer à XV pendant la guerre du fait de l'interdiction du rugby à XIII par l'État français, il brilla dans l'équipe du SU agenais, formant avec Basquet et Matheu une 3° ligne redoutable.
Revenu à XIII après la Libération, il sera capitaine du XIII de France qui battit les gallois à Bordeaux en 1946. Après 1950 il deviendra un entraineur de premier plan.

## Palmarès

### Rugby à XV
- Collectif :
  - Vainqueur de la Coupe de France : 1943 (Agen).
  - Finaliste du Championnat de France : 1943 (Agen).

#### Statistiques en club
| Saison  | Saison  | Championnat           | Championnat  | Coupe           | Coupe      |
| Saison  | Saison  | Comp.                 | Class.       | Comp.           | Class.     |
| ------- | ------- | --------------------- | ------------ | --------------- | ---------- |
| 1941-42 | SU Agen | Challenge de l'Amitié |              |                 |            |
| 1942-43 | SU Agen | Championnat de France | Finaliste    | Coupe de France | Vainqueur  |
| 1943-44 | SU Agen | Championnat de France | Poule de six | Coupe de France | 1/2 finale |

### Rugby à XIII
- Collectif[4] :
  - Vainqueur de la Coupe d'Europe des nations : 1939 (France).
  - Vainqueur de la Coupe de France : 1937 (Villeneuve-sur-Lot).
  - Finaliste du Championnat de France : 1938, 1939 (Villeneuve-sur-Lot) et 1946 (Toulouse).
  - Finaliste de la Coupe de France : 1936 et 1938 (Villeneuve-sur-Lot).

#### Détails en sélection
| Matchs internationaux de Maurice Brunetaud en rugby à XIII | Matchs internationaux de Maurice Brunetaud en rugby à XIII | Matchs internationaux de Maurice Brunetaud en rugby à XIII | Matchs internationaux de Maurice Brunetaud en rugby à XIII | Matchs internationaux de Maurice Brunetaud en rugby à XIII | Matchs internationaux de Maurice Brunetaud en rugby à XIII | Matchs internationaux de Maurice Brunetaud en rugby à XIII | Matchs internationaux de Maurice Brunetaud en rugby à XIII | Matchs internationaux de Maurice Brunetaud en rugby à XIII | Matchs internationaux de Maurice Brunetaud en rugby à XIII | Matchs internationaux de Maurice Brunetaud en rugby à XIII | Matchs internationaux de Maurice Brunetaud en rugby à XIII |
|                                                            | Date                                                       | Adversaire                                                 | Résultat                                                   | Compétition                                                | Poste                                                      | Points                                                     | Essais                                                     | Pen.                                                       | Drops                                                      |                                                            |                                                            |
| ---------------------------------------------------------- | ---------------------------------------------------------- | ---------------------------------------------------------- | ---------------------------------------------------------- | ---------------------------------------------------------- | ---------------------------------------------------------- | ---------------------------------------------------------- | ---------------------------------------------------------- | ---------------------------------------------------------- | ---------------------------------------------------------- | ---------------------------------------------------------- | ---------------------------------------------------------- |
| sous les couleurs de la France                             |                                                            |                                                            |                                                            |                                                            |                                                            |                                                            |                                                            |                                                            |                                                            |                                                            |                                                            |
| -                                                          | 21 mars 1937                                               | Empire Britannique                                         | 3-6                                                        | Test match                                                 | Troisième ligne                                            | -                                                          | -                                                          | -                                                          | -                                                          |                                                            |                                                            |
| 1                                                          | 10 avril 1937                                              | Angleterre                                                 | 9-23                                                       | Coupe d'Europe                                             | Troisième ligne                                            | 3                                                          | 1                                                          | -                                                          | -                                                          |                                                            |                                                            |
| -                                                          | 1er novembre 1937                                          | Empire Britannique                                         | 0-15                                                       | Test match                                                 | Troisième ligne                                            | -                                                          | -                                                          | -                                                          | -                                                          |                                                            |                                                            |
| 2                                                          | 16 janvier 1938                                            | Australie                                                  | 11-16                                                      | Test match                                                 | Troisième ligne                                            | -                                                          | -                                                          | -                                                          | -                                                          |                                                            |                                                            |
| 3                                                          | 20 mars 1938                                               | Angleterre                                                 | 15-17                                                      | Coupe d'Europe                                             | Troisième ligne                                            | 3                                                          | 1                                                          | -                                                          | -                                                          |                                                            |                                                            |
| 4                                                          | 2 avril 1938                                               | Pays de Galles                                             | 2-18                                                       | Coupe d'Europe                                             | Troisième ligne                                            | -                                                          | -                                                          | -                                                          | -                                                          |                                                            |                                                            |
| 5                                                          | 25 février 1939                                            | Angleterre                                                 | 12-9                                                       | Coupe d'Europe                                             | Troisième ligne                                            | -                                                          | -                                                          | -                                                          | -                                                          |                                                            |                                                            |
| 6                                                          | 16 avril 1939                                              | Pays de Galles                                             | 16-10                                                      | Coupe d'Europe                                             | Troisième ligne                                            | -                                                          | -                                                          | -                                                          | -                                                          |                                                            |                                                            |
| 7                                                          | 23 février 1946                                            | Angleterre                                                 | 6-16                                                       | Coupe d'Europe                                             | Troisième ligne                                            | -                                                          | -                                                          | -                                                          | -                                                          |                                                            |                                                            |
| 8                                                          | 24 mars 1946                                               | Pays de Galles                                             | 19-7                                                       | Coupe d'Europe                                             | Troisième ligne                                            | 3                                                          | 1                                                          | -                                                          | -                                                          |                                                            |                                                            |

#### Statistiques
| Saison    | Saison                                              | Championnat                                         | Championnat                                         | Coupe                                               | Coupe                                               | Sélection                                           | Sélection                                           | Sélection                                           | Sélection                                           | Sélection                                           | Sélection                                           |
| Saison    | Saison                                              | Comp.                                               | Class.                                              | Comp.                                               | Class.                                              | Comp.                                               | M                                                   | Pts                                                 | Ess.                                                | Buts                                                | Dp.                                                 |
| --------- | --------------------------------------------------- | --------------------------------------------------- | --------------------------------------------------- | --------------------------------------------------- | --------------------------------------------------- | --------------------------------------------------- | --------------------------------------------------- | --------------------------------------------------- | --------------------------------------------------- | --------------------------------------------------- | --------------------------------------------------- |
| 1935-1936 | Agen XIII                                           | Championnat de France                               | Forfait                                             | Coupe de France                                     | Non disputée                                        |                                                     |                                                     |                                                     |                                                     |                                                     |                                                     |
| 1935-1936 | SA Villeneuve                                       | Championnat de France                               | 1/4 finale                                          | Coupe de France                                     | Finaliste                                           |                                                     |                                                     |                                                     |                                                     |                                                     |                                                     |
| 1936-1937 | SA Villeneuve                                       | Championnat de France                               | 7e                                                  | Coupe de France                                     | Vainqueur                                           | CE                                                  | 1                                                   | 3                                                   | 1                                                   | -                                                   | -                                                   |
| 1937-1938 | SA Villeneuve                                       | Championnat de France                               | Finaliste                                           | Coupe de France                                     | Finaliste                                           | CE                                                  | 3                                                   | 3                                                   | 1                                                   | -                                                   | -                                                   |
| 1938-1939 | SA Villeneuve                                       | Championnat de France                               | Finaliste                                           | Coupe de France                                     | 1/4 finale                                          | CE                                                  | 2                                                   | -                                                   | -                                                   | -                                                   | -                                                   |
| 1940-1945 | Interdiction du rugby à XIII, passage au rugby à XV | Interdiction du rugby à XIII, passage au rugby à XV | Interdiction du rugby à XIII, passage au rugby à XV | Interdiction du rugby à XIII, passage au rugby à XV | Interdiction du rugby à XIII, passage au rugby à XV | Interdiction du rugby à XIII, passage au rugby à XV | Interdiction du rugby à XIII, passage au rugby à XV | Interdiction du rugby à XIII, passage au rugby à XV | Interdiction du rugby à XIII, passage au rugby à XV | Interdiction du rugby à XIII, passage au rugby à XV | Interdiction du rugby à XIII, passage au rugby à XV |
| 1944-1945 | US Villeneuve                                       | Championnat de France                               | ?                                                   | Coupe de France                                     | 1/2 finale                                          |                                                     |                                                     |                                                     |                                                     |                                                     |                                                     |
| 1945-1946 | Toulouse olympique XIII                             | Championnat de France                               | Finaliste                                           | Coupe de France                                     | 1/4 finale                                          | CE                                                  | 2                                                   | 3                                                   | 1                                                   | -                                                   | -                                                   |
| 1946-1947 | Bordeaux-Bayonne                                    | Championnat de France                               | 1/2 finale                                          | Coupe de France                                     | 1/2 finale                                          |                                                     |                                                     |                                                     |                                                     |                                                     |                                                     |
| 1947-1948 | Bordeaux XIII                                       | Championnat de France                               | 7e                                                  | Coupe de France                                     | 1/4 finale                                          |                                                     |                                                     |                                                     |                                                     |                                                     |                                                     |